# Piramo e Tisbe
Piramo e Tisbe és una òpera en dos actes composta per Johann Adolph Hasse sobre un llibret italià de Marco Coltellini, basat en la història dels amants Píram i Tisbe tal com la relata Ovidi en les seves Metamorfosis. S'estrenà a Viena el novembre de 1768.

## Altres versions
- El compositor Federico Ghisi (1901/1975), també va compondre una òpera amb la mateixa història (1941/43).[2]

## Enregistraments
- Capella Clementina, director Helmut Müller-Brühl; Barbara Schlick, Suzanne Gari, Michel Lecocq (Koch-Schwann, 1984)
- La Stagione Orchestra (Frankfurt), director Michael Schneider; Barbara Schlick, Ann Monoyios, Wilfried Jochens (Capriccio, 1995)
- San Rocco Academy Orchestra (Venice), director Mario Merigo; Marina Bolgan, Svetlana Svorodova, Emanuele Giannino (Mondo Musica, 2000)